# 屠善澄
屠善澄（1923年8月12日—2017年5月6日），男，浙江嘉兴人，中国自动控制专家、電機工程師、航天科技專家。

## 生平
1923年出生在浙江嘉兴。1945年畢業於大同大學電機工程系，後赴美留學。1953年於康乃爾大學畢業，得電機專業博士學位。1983年加入中國共產黨。
1968年進入航天部第五院，主持多項行政工作。。1992年獲選為国际宇航科学院院士、1994年為中國工程院院士。
2017年5月6日在北京逝世，享年93岁。

## 身后
2017年5月12日，遗体告别仪式在北京八宝山殡仪馆东礼堂举行。

## 荣誉
- 1985年获国家科技进步奖特等奖
- 1991年被航空航天部批准为有突出贡献的老专家
- 1997年获何梁何利基金科学与技术进步奖

## 家庭
妻子桂湘云是数学家、中国科学院研究员。